# Christchurch
Christchurch là một thành phố ở New Zealand. Đây là thành phố lớn nhất South Island của New Zealand và là khu vực đô thị lớn thứ ba quốc gia này. Thành phố có vị trí 1/3 tính từ phía bắc xuống phía nam của bờ biển phía đông New Zealand. Thành phố có diện tích 452  km², dân số là 367700 người (vùng đô thị Christchurch có 380900 người).
Thành phố được đặt tên bởi Hiệp hội Canterbury. Tên gọi của Christchurch đã được thống nhất tại cuộc họp đầu tiên của Hội ngày 27 tháng ba 1848. Nó đã được đề xuất bởi John Robert Godley, người đã tham dự Christ Church, Oxford. Một số nhà văn thời gian đầu gọi thị trấn Christ Church, nhưng nó đã được ghi nhận là Christchurch vào biên bản của ủy ban quản lý của Hội Christchurch đã trở thành một thành phố theo quyết định của Royal Điều lệ Hoàng gia vào ngày 31 tháng 7 năm 1856, khiến làm cho nó về mặt chính thức là thành phố được thành lập lâu đời nhất ở New Zealand.
Con sông chảy qua trung tâm của thành phố (hai bờ của nó nay phần lớn tạo thành một công viên đô thị) được đặt tên Avon theo yêu cầu của anh em Deans để kỷ niệm Avon Scotland.
Tên thường gọi trong tiếng Māori của Christchurch là Ōtautahi ("nơi của Tautahi"). Này ban đầu được tên của một địa điểm cụ thể bên sông Avon gần nơi ngày nay là phố Kilmore và Sở cứu hỏa Christchurch Central. Địa điểm này là nơi ở theo mùa của tù trưởng Ngai Tahu Potiki Te Tautahi.
Vào ngày 4 tháng 9 năm 2010, một trận động đất 7,1 độ richter xảy đã gây hại Christchurch lúc 04:35 giờ địa phương, gây ra thiệt hại khoảng 2 tỷ đô la New Zealand, vị trí tâm chấn khoảng 40 km (25 dặm) về phía tây của trung tâm thành phố, 10 km (6,2 mi) về phía đông nam Darfield.

## Khí hậu
| Dữ liệu khí hậu của Christchurch, New Zealand (1981–2010) | Dữ liệu khí hậu của Christchurch, New Zealand (1981–2010) | Dữ liệu khí hậu của Christchurch, New Zealand (1981–2010) | Dữ liệu khí hậu của Christchurch, New Zealand (1981–2010) | Dữ liệu khí hậu của Christchurch, New Zealand (1981–2010) | Dữ liệu khí hậu của Christchurch, New Zealand (1981–2010) | Dữ liệu khí hậu của Christchurch, New Zealand (1981–2010) | Dữ liệu khí hậu của Christchurch, New Zealand (1981–2010) | Dữ liệu khí hậu của Christchurch, New Zealand (1981–2010) | Dữ liệu khí hậu của Christchurch, New Zealand (1981–2010) | Dữ liệu khí hậu của Christchurch, New Zealand (1981–2010) | Dữ liệu khí hậu của Christchurch, New Zealand (1981–2010) | Dữ liệu khí hậu của Christchurch, New Zealand (1981–2010) | Dữ liệu khí hậu của Christchurch, New Zealand (1981–2010) |
| Tháng                                                     | 1                                                         | 2                                                         | 3                                                         | 4                                                         | 5                                                         | 6                                                         | 7                                                         | 8                                                         | 9                                                         | 10                                                        | 11                                                        | 12                                                        | Năm                                                       |
| --------------------------------------------------------- | --------------------------------------------------------- | --------------------------------------------------------- | --------------------------------------------------------- | --------------------------------------------------------- | --------------------------------------------------------- | --------------------------------------------------------- | --------------------------------------------------------- | --------------------------------------------------------- | --------------------------------------------------------- | --------------------------------------------------------- | --------------------------------------------------------- | --------------------------------------------------------- | --------------------------------------------------------- |
| Trung bình ngày tối đa °C (°F)                            | 22.7 (72.9)                                               | 22.1 (71.8)                                               | 20.5 (68.9)                                               | 17.7 (63.9)                                               | 14.7 (58.5)                                               | 12.0 (53.6)                                               | 11.3 (52.3)                                               | 12.7 (54.9)                                               | 15.3 (59.5)                                               | 17.2 (63.0)                                               | 19.3 (66.7)                                               | 21.1 (70.0)                                               | 17.2 (63.0)                                               |
| Trung bình ngày °C (°F)                                   | 17.5 (63.5)                                               | 17.2 (63.0)                                               | 15.5 (59.9)                                               | 12.7 (54.9)                                               | 9.8 (49.6)                                                | 7.1 (44.8)                                                | 6.6 (43.9)                                                | 7.9 (46.2)                                                | 10.3 (50.5)                                               | 12.2 (54.0)                                               | 14.1 (57.4)                                               | 16.1 (61.0)                                               | 12.2 (54.0)                                               |
| Tối thiểu trung bình ngày °C (°F)                         | 12.3 (54.1)                                               | 12.2 (54.0)                                               | 10.4 (50.7)                                               | 7.7 (45.9)                                                | 4.9 (40.8)                                                | 2.3 (36.1)                                                | 1.9 (35.4)                                                | 3.2 (37.8)                                                | 5.2 (41.4)                                                | 7.1 (44.8)                                                | 8.9 (48.0)                                                | 11.0 (51.8)                                               | 7.3 (45.1)                                                |
| Lượng Giáng thủy trung bình mm (inches)                   | 38.3 (1.51)                                               | 42.3 (1.67)                                               | 44.8 (1.76)                                               | 46.2 (1.82)                                               | 63.7 (2.51)                                               | 60.9 (2.40)                                               | 68.4 (2.69)                                               | 64.4 (2.54)                                               | 41.1 (1.62)                                               | 52.8 (2.08)                                               | 45.8 (1.80)                                               | 49.5 (1.95)                                               | 618.2 (24.34)                                             |
| Số ngày giáng thủy trung bình (≥ 1.0 mm)                  | 5.8                                                       | 5.6                                                       | 6.2                                                       | 6.7                                                       | 7.6                                                       | 8.9                                                       | 8.2                                                       | 8.2                                                       | 6.1                                                       | 6.9                                                       | 6.5                                                       | 7.3                                                       | 84.0                                                      |
| Độ ẩm tương đối trung bình (%)                            | 81.1                                                      | 86.2                                                      | 86.0                                                      | 89.0                                                      | 91.4                                                      | 92.0                                                      | 92.0                                                      | 87.6                                                      | 79.6                                                      | 78.9                                                      | 78.1                                                      | 78.9                                                      | 84.8                                                      |
| Số giờ nắng trung bình tháng                              | 237.9                                                     | 195.0                                                     | 191.2                                                     | 162.6                                                     | 140.8                                                     | 117.1                                                     | 127.1                                                     | 153.9                                                     | 169.5                                                     | 203.8                                                     | 223.7                                                     | 219.9                                                     | 2.142,5                                                   |
| Nguồn: NIWA climate data                                  |                                                           |                                                           |                                                           |                                                           |                                                           |                                                           |                                                           |                                                           |                                                           |                                                           |                                                           |                                                           |                                                           |